# Lars Anderson (wrestler)
Lawrence "Larry" Heiniemi, noto come Lars Anderson (Bovey, 14 marzo 1939), è un ex wrestler statunitense, principalmente conosciuto per aver combattuto nella National Wrestling Alliance e nella American Wrestling Association come membro del tag team The Minnesota Wrecking Crew insieme a Gene Anderson e Ole Anderson.
È membro della NWA Hall of Fame.

## Personaggio
Soprannomi
- "The Enforcer"
- "Luscious"

## Titoli e riconoscimenti
- American Wrestling Association
  - AWA Midwest Tag Team Championship (1) - con Larry Hennig
  - AWA Midwest Heavyweight Championship (2)
- American Wrestling Federation
  - AWF Heavyweight Championship (1)[3]
- Championship Wrestling from Florida
  - NWA Florida Heavyweight Championship (2)[4]
  - NWA Florida Southern Tag Team Championship (2) - con Gene Anderson
- Georgia Championship Wrestling
  - NWA Georgia Tag Team Championship (2) - con Ole Anderson
  - NWA World Tag Team Championship (Georgia Version) (1) - con Gene Anderson
- National Wrestling Alliance
  - NWA Hall of Fame (classe del 2010)
- NWA Polynesian Wrestling
  - NWA Polynesian Pacific Heavyweight Championship (5)[5]
  - NWA Polynesian Pacific Tag Team Championship (1) - con Seiji Sakaguchi
- NWA San Francisco
  - NWA World Tag Team Championship (San Francisco Version) (1) - con Paul DeMarco
- World Championship Wrestling
  - IWA World Tag Team Championship (1) - con Dick Murdoch